# Simon Monjack
Simon Mark Monjack est un scénariste, producteur de films, réalisateur et maquilleur britannique, né le 9 mars 1970 à Hillingdon dans le Middlesex et mort le 23 mai 2010 à Los Angeles en Californie. Il fut le mari de l'actrice américaine Brittany Murphy,.

## Biographie

### Enfance
Simon Monjack est né dans le quartier de Hillingdon dans le Middlesex au sein d'une famille juive. Il grandit à Bourne End, dans le Buckinghamshire. Il a étudié à la Juniper Hill School de Flackwell Heath (en), puis au Royal Grammar School, High Wycombe (en). Quand il avait 15 ans, son père, William (1949-1986), meurt d'une tumeur au cerveau dans l'Oxfordshire. Sa mère Linda (née Hall), une hypnothérapeute, vit à Bourne End.

### Carrière
En 2000, Simon Monjack écrit, produit et réalise la série B Two Days, Nine Lives.

### Mort
Le 23 mai 2010, Simon Monjack est retrouvé mort, chez lui : il a fait une overdose médicamenteuse[réf. nécessaire].

### Vie privée
En novembre 2001, Simon Monjack épouse Simone Bienne à Las Vegas,. Cinq mois plus tard, ils se séparent, et,  en 2006, divorcent. La même année, il rencontre l'actrice Brittany Murphy (bien qu'il ait affirmé l'avoir rencontrée quand elle était adolescente et être resté en contact). En avril, ils se marient en privé lors d'une cérémonie juive dans leur maison à Los Angeles. Le couple n'annonce préalablement pas son engagement et fait rarement des apparitions en public avant le mariage.
Le 20 décembre 2009, Brittany Murphy est morte après s'être effondrée dans la salle de bains. La cause s'est révélée être plus tard une pneumonie aiguë, avec des facteurs secondaires d'anémie et d'intoxication par plusieurs médicaments.